# Lijst van rijksmonumenten in Beerze
De plaats Beerze telt 9 inschrijvingen in het rijksmonumentenregister. Hieronder een overzicht.
| Object | Oorspronkelijke functie? | Bouwjaar               | Architect | Locatie                 | Coördinaten?                  | Nr.?  | Afbeelding |
| --- | ------------------------ | ---------------------- | --------- | ----------------------- | ----------------------------- | ----- | --- |
| Boerderij; aan voor- en achterzijde afgewolfd rieten zadeldak. Woonhuisgedeelte gewijzigd. Bakhuisje | Boerderij                | 1876 (jaarankers)      |           | Beerzerpoort 2, Beerze  | 52° 30' 42" NB, 6° 31' 59" OL | 31460 | Meer afbeeldingen |
| Boerderij met rechts een evenwijdig aangebouwde kortere schuur, beide gedekt door een afgewolfd rieten zadeldak; de beide naar de straat gekeerde en aaneengebouwde achtergevels hebben korfboogvormige toegangen. Links, dwars op de zijgevel van de boerderij, een moderne uitbouw van het woongedeelte | Boerderij                |                        |           | Beerzerweg 15, Beerze   | 52° 30' 53" NB, 6° 31' 37" OL | 31461 | Boerderij met rechts een evenwijdig aangebouwde kortere schuur, beide gedekt door een afgewolfd rieten zadeldak; de beide naar de straat gekeerde en aaneengebouwde achtergevels hebben korfboogvormige toegangen. Links, dwars op de zijgevel van de boerderij, een moderne uitbouw van het woongedeelte |
| Boerderij onder afgewolfd rieten zadeldak. In de voorgevel vensters met roedenverdeling; linkerzijgevel van het woongedeelte vernieuwd. Houten schuur onder rieten schilddak; schuur onder met pannen en riet gedekt schilddak                                                                            | Boerderij                | 19e eeuw               |           | Beerzerweg 16-17 Beerze | 52° 30' 52" NB, 6° 31' 39" OL | 31462 | Meer afbeeldingen |
| Boerderij onder rieten schilddak, aan de achterzijde onderschoer en gepotdekselde delen. Houten schuur met rieten schilddak en houten varkensstalletje onder rieten zadeldak. Vierroedenhooiberg | Boerderij                | 19e eeuw               |           | Beerzerweg 21, Beerze   | 52° 30' 51" NB, 6° 31' 43" OL | 31463 | Meer afbeeldingen |
| Boerderij onder afgewolfd rieten zadeldak; voorgevel met vlechtingen en schuifvensters met roedenverdeling met luiken behangen. Put met haalboom, bakhuisje met oven; links achter een L-vormig schuurtje onder rieten schilddaken, de wanden van het korte gedeelte van hout                             | Boerderij                | laatste helft 19e eeuw |           | Beerzerweg 23, Beerze   | 52° 30' 50" NB, 6° 31' 46" OL | 31464 | Meer afbeeldingen |
| Boerderij onder rieten schilddak met onderschoer. In de voorgevel vensters met roedenverdeling en natuurstenen onderdorpels. Houten rechthoekige schuur onder met pannen en riet gedekt dak; vierkant rieten schuurtje onder rieten tentdak                                                               | Boerderij                | 1872 (jaarankers)      |           | Beerzerweg 24, Beerze   | 52° 30' 47" NB, 6° 31' 44" OL | 31465 | Boerderij onder rieten schilddak met onderschoer. In de voorgevel vensters met roedenverdeling en natuurstenen onderdorpels. Houten rechthoekige schuur onder met pannen en riet gedekt dak; vierkant rieten schuurtje onder rieten tentdak                                                               |
| Geheel tot woonhuis ingericht, eenvoudig boerderijtje; gedeeltelijk met riet, gedeeltelijk met pannen gedekt, afgewolfd zadeldak. Schuurvensters met roedenverdeling en met luiken behangen | Boerderij                | 1851 (jaartalankers)   |           | Beerzerweg 25, Beerze   | 52° 30' 45" NB, 6° 31' 41" OL | 31466 | Geheel tot woonhuis ingericht, eenvoudig boerderijtje; gedeeltelijk met riet, gedeeltelijk met pannen gedekt, afgewolfd zadeldak. Schuurvensters met roedenverdeling en met luiken behangen |
| Boerderij onder rieten schilddak met onderschoer. Schuifvensters in de voorgevel met roedenverdeling, luiken en natuurstenen onderdorpels; de zijgevel van het woongedeelte is vernieuwd | Boerderij                | 1855 (jaartalankers)   |           | Beerzerweg 27, Beerze   | 52° 30' 47" NB, 6° 31' 50" OL | 31467 | Meer afbeeldingen |
| Boerderij onder rieten schilddak met onderschoer. In de voorgevel met luiken behangen zesruitsschuifvensters. Nieuwe schuur | Boerderij                | 18e/19e eeuw           |           | Beerzerweg 28, Beerze   | 52° 30' 46" NB, 6° 32' 3" OL  | 31468 | Meer afbeeldingen |